# Dasht-e Gandomān
Dasht-e Gandomān (persiska: دشت گندمان) är en slätt i Iran.   Den ligger i provinsen Västazarbaijan, i den nordvästra delen av landet, 500 km väster om huvudstaden Teheran.